# 周定一 (天文學家)
周定一（？—），台灣天文學家，現任教於國立清華大學物理系與天文研究所，是日震學、星震學的專家。

## 生平
周定一於國立清華大學物理系畢業後，取得加州理工學院天文物理博士。獲得博士學位後曾在夏威夷大學天文研究所擔任博士後研究員，1987年返回台灣後進入國立清華大學物理系任教至今。

## 研究
周定一的研究領域有天文物理、太陽內部、恆星內部、日地關係。近年主要研究星震學與地暉。
周定一於1991年起建立「台灣日震觀測網」，先後在西班牙、北京、美國加州、烏茲別克等地架設日震學觀測望遠鏡。1997年周定一團隊利用「聲波成像法」觀測到太陽內部構造。

## 外部連結
- 周定一在國立清華大學物理系網頁（页面存档备份，存于）
- 陽光男人 ──周定一與日震研究（页面存档备份，存于）  《台灣光華雜誌》